# 小林美佳 (エッセイスト)
小林 美佳（こばやし みか、1975年 - ）は、性犯罪被害についてのエッセイで知られる東京都出身の著作家。性犯罪被害者の支援活動もしている。メディアでは「性犯罪被害者」として紹介されるが、本人はこの呼ばれ方を好んでいない。外見上の特徴としては、身長が170センチメートルと日本人女性としては比較的高いことが挙げられる。
司法書士事務所で働いていた2000年に、彼氏と別れることになり気分が晴れないため、少し外をふらついていたところを狙われ強姦被害にあった。見ればすぐ被害にあったとわかるような状態で、警察も調べたものの、未解決となっている。
2010年1月28日には警察庁が開催している「犯罪被害者等施策講演会」で講演を行った。2014年11月21日には法務省が行った「性犯罪の罰則に関する検討会」にも出席している。

## 著書
- 『性犯罪被害にあうということ』（2008年、朝日新聞出版）
- 『性犯罪被害とたたかうということ』（2010年、朝日新聞出版）